# Canton de Genlis (Aisne)
Pour les articles homonymes, voir Canton de Genlis.
Le canton de Genlis est une ancienne division administrative française située dans le district de Chauny du département de l'Aisne. Son chef-lieu était la commune de Genlis et le canton comptait 8 communes.

## Histoire
Le canton est créé le 18 février 1790 sous la Révolution française,. Le canton a compté huit communes avec Genlis pour chef-lieu.
Le canton disparaît le 25 septembre 1801 (3 vendémiaire, an X) sous le Consulat ; Beaumont-en-Beine, Frières-Faillouël, Genlis, Guyencourt-et-Plessis, La Neuville-en-Beine et Ugny-le-Gay sont rattachées au canton de Chauny tandis que Liez et Mennessis intègrent le canton de La Fère.

## Composition
Le canton est composé de 8 communes.
Le tableau suivant en donne la liste, en précisant leur nom, leur population en 1793, puis en 1800, leur cantons de rattachement de l'An X, et leur appartenance aux cantons actuels.
| Communes               | Population (1793) | Population (1800) | Canton de l'an X | Canton actuel |
| ---------------------- | ----------------- | ----------------- | ---------------- | ------------- |
| Beaumont-en-Beine      | 416               | 506               | Chauny           | Chauny        |
| Frières-Faillouël      | 1 160             | 1 378             | Chauny           | Chauny        |
| Genlis,                | 614               | 680               | Chauny           | Chauny        |
| Guyencourt-et-Plessis, | 62                | 380               | Chauny           | Chauny        |
| Liez                   | 192               | 253               | La Fère          | Tergnier      |
| Mennessis              | 182               | 226               | La Fère          | Tergnier      |
| La Neuville-en-Beine   | 210               | 310               | Chauny           | Chauny        |
| Ugny-le-Gay            | 364               | 440               | Chauny           | Chauny        |

## Évolution démographique
| 1793  | 1800  |
| ----- | ----- |
| 3 200 | 4 173 |

Histogramme

(élaboration graphique par Wikipédia)